# Snakes & Arrows
Snakes & Arrows (en español: Serpientes y Flechas) es el título del decimoctavo álbum de estudio por la banda canadiense de rock progresivo Rush. Coproducido por Nick Raskulinecz, es el sucesor de Feedback (2004) y su primer disco de estudio completo desde Vapor Trails (2002). El disco fue grabado en 5 semanas entre noviembre y diciembre de 2006 en los estudio Allarie de Nueva York y fue mezclado y masterizado en los estudios Ocean Way en Los Ángeles, California. Snakes & Arrows fue lanzado en formato CD el 1° de mayo de 2007, como LP doble el 19 de junio de 2007 (limitado a 5000 copias). Snakes & Arrows también fue lanzado en formato MVI (siglas de Music Video Interactive) el 26 de junio de 2007 (limitado a 25 000 copias). Snakes & Arrows debutó en la posición 3 en la lista Billboard 200 donde permaneció por 14 semanas. Fue certificado oro en Canadá en septiembre de 2007. La canción "Malignant Narcissism" fue nominada a un Grammy en la categoría "Mejor Interpretación Rock Instrumental". El disco fue elegido uno de los 10 discos esenciales de rock progresivo de la década por la revista Classic Rock.

## Elección del título
Según el batería y letrista Neil Peart, la inspiración para el nombre del disco vino después de una considerable investigación de diversas fuentes: el juego budista "Leela, el juego del autoconocimiento", el juego para niños "Snakes & Ladders" (en español "Serpientes y Escaleras") y una cita de Hamlet "Hondas y Saetas". Esta información ayudó a convencer al bajista Geddy Lee y al guitarrista Alex Lifeson en utilizar la pintura original del viejo tablero de juego como carátula del nuevo disco.

## Promoción y lanzamiento
El 12 de marzo de 2007, la banda dio a conocer una nueva página web en la web oficial de Rush, para promocionar el álbum. El primer sencillo del álbum "Far Cry" fue publicado como pista de audio en este sitio web. La banda anunció que el sencillo sería lanzado en las estaciones de radio de Norteamérica. El 8 de mayo de 2007, la banda anuncia el lanzamiento del videoclip del sencillo "Far Cry" y el 1 de junio de 2007, "Spindrift" fue lanzado a las estaciones de radio como el segundo sencillo de Snakes & Arrows. The Larger Bowl (A Pantoum)" fue lanzado como tercer sencillo el 25 de junio de 2007 donde se posicionó dentro de los Top 30 de las listas de Rock Mainstream. Para promocionar Snakes & Arrows, Rush inició su gira mundial el 13 de junio de 2007 en Atlanta, Georgia que duró hasta octubre de 2007 y en la que recorrieron América del Norte y Europa. Se realizó una segunda parte de la gira que inició el 11 de abril de 2008 en San Juan, Puerto Rico y terminó el 24 de julio de 2008 en Noblesville, Indiana.
El álbum debutó en 3° posición en la lista Billboard 200, vendiendo cerca de 93 000 copias en su primera semana. Esas cifras solo consideran las ventas de la versión CD del álbum, no incluyendo las ventas de los formatos MVI ni LP.

## Composición y producción
El proceso de composición de Snakes & Arrows comenzó en enero de 2006, con Lee y Lifeson trabajando en su home studio en Toronto. Comenzaron el proceso de escritura con improvisaciones, las cuales moldearon sus ideas hasta lograr piezas completas. Durante este proceso, Neil Peart escribió letras preliminares para las canciones, siendo este un método creativo que la banda frecuentemente utilizó en sus trabajos anteriores. Peart, originario de Toronto, se estableció al sur de California desde 2000. Para continuar trabajando con sus compañeros para el nuevo disco, viajó frecuentemente entre Ontario y Nueva York durante el proceso de composición y grabación. Cuando Peart se encontraba en California, la banda ocasionalmente se comunicaba a través de Internet.
Hasta marzo de 2006, versiones preliminares de 6 canciones habían sido completadas. Los tres miembros de la banda se reunieron en Quebec a escuchar el material grabado hasta el momento. En mayo del 2006, refinaron las canciones en un pequeño estudio profesional de Toronto. Después de que las primeras 6 canciones fueran grabadas, la banda dispuso que se escribirían y grabarían canciones nuevas en septiembre.
El productor americano Nick Raskulinecz (famoso por su trabajo con la banda Foo Fighters) fue contratado para ayudar a la banda con la producción del álbum. Raskulinecz, autoproclamado fan de la banda, se ofreció a trabajar en el álbum luego escuchar acerca de la producción en Internet, y 2 meses después fue invitado a conocer a la banda. Raskulinecz frecuentemente animaba a la banda a explorar los límites de sus talentos y animó a la banda a incorporar la complejidad rítmica y los patrones melódicos que caracterizaron sus primeros trabajos. La mezcla final del álbum fue realizada en los estudios Allaire en Shokan, Nueva York, mezclado y supervisado por Richard Chycki en los estudios Ocean Way en Los Ángeles, California y masterizado por Brian Gardner.
Por primera vez, se presenta en un trabajo de Rush múltiples instrumentales: "The Main Monkey Business", "Hope" y "Malignant Narcissism". Además, se convierten en los primeros temas instrumentales compuestos por la banda desde Limbo del álbum "Test For Echo" (1996)

## Influencias y dirección musical
Peart, el letrista de la banda, indicó que el tema principal del álbum está basado en sus reflexiones personales acerca de la fe, inspirado en sus viajes en motocicleta a través de Norteamérica. Muchas de las experiencias mencionadas en las letras de Snakes & Arrows provienen de las memorias de Peart de su libro más reciente: "Roadshow, Landscape with drums, A concert Tour by motorcycle"
Conforme a lo expresado por Alex Lifeson, los temas musicales del álbum fueron escritos y desarrollados usando guitarras acústicas para trabajar gran parte de las canciones. Esas partes fueron finalmente grabadas usando guitarras acústicas, eléctricas y otros instrumentos. Lifeson expresa que escribir las canciones en guitarra acústica le otorgan cierta pureza, ayudándolo a completar las partes instrumentales. Lifeson y Lee usaron esto como alternativa a los métodos más tradicionales de producción musical. David Gilmour es nombrado en los créditos del álbum porque inspiró a Lifeson a escribir sus canciones en guitarra acústica. En una entrevista en el número de septiembre de 2007 de la revista Guitar Player, Lifeson mencionó conocer a Gilmour en un concierto en el Massey Hall de Toronto, durante la gira "On An Island" de Gilmour.
De acuerdo a Raskulinecz, el álbum tiene un sonido similar a los discos de Rush de los años 70, como 2112, A Farewell to Kings y Hemispheres

## Canciones
1. "Far Cry" (5:18)
2. "Armor and Sword" (6:36)
3. "Workin' Them Angels" (4:46)
4. "The Larger Bowl" (4:07)
5. "Spindrift" (5:23)
6. "The Main Monkey Business" (Instrumental) (6:01)
7. "The Way The Wind Blows" (6:28)
8. "Hope" (Instrumental) (2:02)
9. "Faithless" (5:31)
10. "Bravest Face" (5:12)
11. "Good News First" (4:51)
12. "Malignant Narcissism" (Instrumental) (2:17)
13. "We Hold On" (4:13)

## Músicos
- Neil Peart: Batería, percusión acústica y electrónica
- Geddy Lee: Voz, bajo, pedales y melotrón
- Alex Lifeson: Guitarras eléctricas y acústicas de seis, sixtillo, mandola, mandolina y buzuki
- Ben Mink: Violín en "Faithless"

- Datos: Q1418576